# Interlands IJslands voetbalelftal 1960-1969
Deze pagina toont een chronologisch en gedetailleerd overzicht van de interlands die het IJslands voetbalelftal heeft gespeeld in de periode 1960 – 1969.

## Interlands

### 1960
|                                                                    |                                                                     |       |         |                                                                                 |
| 9 juni Vriendschappelijk № 27 «onderlinge duels» 19:00 uur (UTC+2) | Noorwegen                                                           | 4 – 0 | IJsland | Ullevaalstadion, Oslo Toeschouwers: 12.417 Scheidsrechter: Gösta Lindberg (SWE) |
| 9 juni Vriendschappelijk № 27 «onderlinge duels» 19:00 uur (UTC+2) | Bjørn Borgen 22' Rolf Backe 43' Gunnar Dybwad 81' Ragnar Larsen 84' |       |         | Ullevaalstadion, Oslo Toeschouwers: 12.417 Scheidsrechter: Gösta Lindberg (SWE) |

|                                                                      |         |                                                                                 |                |                                                                                    |
| 3 augustus Vriendschappelijk № 28 «onderlinge duels» 20:30 uur (UTC) | IJsland | 0 – 5                                                                           | West-Duitsland | Laugardalsvöllur, Reykjavik Toeschouwers: 7.485 Scheidsrechter: Tiny Wharton (SCO) |
| 3 augustus Vriendschappelijk № 28 «onderlinge duels» 20:30 uur (UTC) |         | 12' Uwe Seeler 25' Gert Dörfel 50' Gert Dörfel 73' Willy Reitgaßl 86' Jupp Marx |                | Laugardalsvöllur, Reykjavik Toeschouwers: 7.485 Scheidsrechter: Tiny Wharton (SCO) |

|                                                                          |               |       |                           |                                                                               |
| 11 september Vriendschappelijk № 29 «onderlinge duels» 15:30 uur (UTC+1) | Ierland       | 2 – 1 | IJsland                   | Dalymount Park, Dublin Toeschouwers: 4.000 Scheidsrechter: Tiny Wharton (SCO) |
| 11 september Vriendschappelijk № 29 «onderlinge duels» 15:30 uur (UTC+1) | Liam Hennessy |       | 42' Steingrímur Björnsson | Dalymount Park, Dublin Toeschouwers: 4.000 Scheidsrechter: Tiny Wharton (SCO) |

### 1961
|                                                                   |                                                                                     |       |           |                                                                                       |
| 19 juni Vriendschappelijk № 30 «onderlinge duels» 20:30 uur (UTC) | IJsland                                                                             | 4 – 3 | Nederland | Laugardalsvöllur, Reykjavik Toeschouwers: 8.000 Scheidsrechter: William O'Neill (IRL) |
| 19 juni Vriendschappelijk № 30 «onderlinge duels» 20:30 uur (UTC) | Gunnar Felixson 10' Steingrímur Björnsson 16' Gunnar Felixson 40' Þórólfur Beck 60' |       |           | Laugardalsvöllur, Reykjavik Toeschouwers: 8.000 Scheidsrechter: William O'Neill (IRL) |

|                                                                          |              |       |         |                                                                                  |
| 16 september Vriendschappelijk № 31 «onderlinge duels» 15:00 uur (UTC+1) | Engeland     | 1 – 0 | IJsland | Loakes Park, High Wycombe Toeschouwers: 9.014 Scheidsrechter: James Finney (ENG) |
| 16 september Vriendschappelijk № 31 «onderlinge duels» 15:00 uur (UTC+1) | Bobbie Brown |       |         | Loakes Park, High Wycombe Toeschouwers: 9.014 Scheidsrechter: James Finney (ENG) |

### 1962
|                                                                  |                      |       |                                                   |                                                                                       |
| 9 juli Vriendschappelijk № 32 «onderlinge duels» 20:30 uur (UTC) | IJsland              | 1 – 3 | Noorwegen                                         | Laugardalsvöllur, Reykjavik Toeschouwers: 9.088 Scheidsrechter: William Brittle (SCO) |
| 9 juli Vriendschappelijk № 32 «onderlinge duels» 20:30 uur (UTC) | Ríkharður Jónsson 3' |       | 11' Olav Nilsen 31' Arne Pedersen 39' Olav Nilsen | Laugardalsvöllur, Reykjavik Toeschouwers: 9.088 Scheidsrechter: William Brittle (SCO) |

|                                                                            |                                                                    |       |                                             |                                                                                |
| 12 augustus Kwalificatie EK 1964 № 33 «onderlinge duels» 15:30 uur (UTC+1) | Ierland                                                            | 4 – 2 | IJsland                                     | Dalymount Park, Dublin Toeschouwers: 19.848 Scheidsrechter: Robert Smith (WAL) |
| 12 augustus Kwalificatie EK 1964 № 33 «onderlinge duels» 15:30 uur (UTC+1) | Liam Tuohy 3' Amby Fogarty 41' Noel Cantwell 65' Noel Cantwell 76' |       | 37' Ríkharður Jónsson 86' Ríkharður Jónsson | Dalymount Park, Dublin Toeschouwers: 19.848 Scheidsrechter: Robert Smith (WAL) |

|                                                                          |                    |       |                |                                                                                     |
| 2 september Kwalificatie EK 1964 № 34 «onderlinge duels» 16:30 uur (UTC) | IJsland            | 1 – 1 | Ierland        | Laugardalsvöllur, Reykjavik Toeschouwers: 9.014 Scheidsrechter: Arnold Nilsen (NOR) |
| 2 september Kwalificatie EK 1964 № 34 «onderlinge duels» 16:30 uur (UTC) | Garðar Árnason 57' |       | 38' Liam Tuohy | Laugardalsvöllur, Reykjavik Toeschouwers: 9.014 Scheidsrechter: Arnold Nilsen (NOR) |

### 1963
|                                                                                                 |         |                                            |                     |                                                                                    |
| 7 september Olympisch kwalificatietoernooi voetbal 1964 № 35 «onderlinge duels» 16:00 uur (UTC) | IJsland | 0 – 6                                      | Verenigd Koninkrijk | Laugardalsvöllur, Reykjavik Toeschouwers: 7.755 Scheidsrechter: Erling Olsen (NOR) |
| 7 september Olympisch kwalificatietoernooi voetbal 1964 № 35 «onderlinge duels» 16:00 uur (UTC) |         | M. Candey Hugh Lindsay B. Harvey B. Martin |                     | Laugardalsvöllur, Reykjavik Toeschouwers: 7.755 Scheidsrechter: Erling Olsen (NOR) |

| |                       |       |         |                                                                            |
| 14 september Olympisch kwalificatietoernooi voetbal 1964 № 36 «onderlinge duels» 15:00 uur (UTC+1) | Verenigd Koninkrijk   | 4 – 0 | IJsland | Plough Lane, Londen Toeschouwers: 3.500 Scheidsrechter: Frede Hansen (DEN) |
| 14 september Olympisch kwalificatietoernooi voetbal 1964 № 36 «onderlinge duels» 15:00 uur (UTC+1) | T. Lawrence B. Harvey |       |         | Plough Lane, Londen Toeschouwers: 3.500 Scheidsrechter: Frede Hansen (DEN) |

### 1964
|                                                                   |         |       |           |                                                                                    |
| 27 juli Vriendschappelijk № 37 «onderlinge duels» 20:30 uur (UTC) | IJsland | 0 – 1 | Schotland | Laugardalsvöllur, Reykjavik Toeschouwers: 5.781 Scheidsrechter: Erling Olsen (NOR) |
| 27 juli Vriendschappelijk № 37 «onderlinge duels» 20:30 uur (UTC) |         |       |           | Laugardalsvöllur, Reykjavik Toeschouwers: 5.781 Scheidsrechter: Erling Olsen (NOR) |

|                                                                       |                                                                         |       |         |                                                                                     |
| 10 augustus Vriendschappelijk № 38 «onderlinge duels» 20:00 uur (UTC) | IJsland                                                                 | 4 – 3 | Bermuda | Laugardalsvöllur, Reykjavik Toeschouwers: 7.053 Scheidsrechter: Johan Boström (SWE) |
| 10 augustus Vriendschappelijk № 38 «onderlinge duels» 20:00 uur (UTC) | Þórólfur Beck 29' Ellert Schram 37' Þórólfur Beck 54' Ellert Schram 87' |       |         | Laugardalsvöllur, Reykjavik Toeschouwers: 7.053 Scheidsrechter: Johan Boström (SWE) |

|                                                                       |         |                                   |         |                                                                                   |
| 23 augustus Vriendschappelijk № 39 «onderlinge duels» 16:00 uur (UTC) | IJsland | 0 – 2                             | Finland | Laugardalsvöllur, Reykjavik Toeschouwers: 5.039 Scheidsrechter: P.J. Graham (IRL) |
| 23 augustus Vriendschappelijk № 39 «onderlinge duels» 16:00 uur (UTC) |         | 34' Harri Järvi 75' Rauno Kestilä |         | Laugardalsvöllur, Reykjavik Toeschouwers: 5.039 Scheidsrechter: P.J. Graham (IRL) |

### 1965
|                                                                  |                         |       |                                                  |                                                                                    |
| 5 juli Vriendschappelijk № 40 «onderlinge duels» 20:30 uur (UTC) | IJsland                 | 1 – 3 | Denemarken                                       | Laugardalsvöllur, Reykjavik Toeschouwers: 8.847 Scheidsrechter: Tiny Wharton (SCO) |
| 5 juli Vriendschappelijk № 40 «onderlinge duels» 20:30 uur (UTC) | Baldvin Baldvinsson 90' |       | 57' Ole Madsen 75' Egon Hansen 89' Keld Pedersen | Laugardalsvöllur, Reykjavik Toeschouwers: 8.847 Scheidsrechter: Tiny Wharton (SCO) |

|                                                                      |         |       |         |                                                                                     |
| 9 augustus Vriendschappelijk № 41 «onderlinge duels» 20:00 uur (UTC) | IJsland | 0 – 0 | Ierland | Laugardalsvöllur, Reykjavik Toeschouwers: 6.356 Scheidsrechter: Einer Poulsen (DEN) |
| 9 augustus Vriendschappelijk № 41 «onderlinge duels» 20:00 uur (UTC) |         |       |         | Laugardalsvöllur, Reykjavik Toeschouwers: 6.356 Scheidsrechter: Einer Poulsen (DEN) |

### 1966
|                                                                       |                                                                    |       |       |                                                                                     |
| 15 augustus Vriendschappelijk № 42 «onderlinge duels» 20:00 uur (UTC) | IJsland                                                            | 3 – 3 | Wales | Laugardalsvöllur, Reykjavik Toeschouwers: 5.000 Scheidsrechter: Tage Sørensen (DEN) |
| 15 augustus Vriendschappelijk № 42 «onderlinge duels» 20:00 uur (UTC) | Jón Jóhannsson 16' Ellert Schram 47' (pen.) Hermann Gunnarsson 90' |       |       | Laugardalsvöllur, Reykjavik Toeschouwers: 5.000 Scheidsrechter: Tage Sørensen (DEN) |

|                                                                        |         |       |           |                                                                                       |
| 18 september Vriendschappelijk № 43 «onderlinge duels» 16:00 uur (UTC) | IJsland | 0 – 2 | Frankrijk | Laugardalsvöllur, Reykjavik Toeschouwers: 3.500 Scheidsrechter: William O'Neill (IRL) |
| 18 september Vriendschappelijk № 43 «onderlinge duels» 16:00 uur (UTC) |         |       |           | Laugardalsvöllur, Reykjavik Toeschouwers: 3.500 Scheidsrechter: William O'Neill (IRL) |

### 1967
|                                                                                            |                     |       |                            |                                                                                         |
| 31 mei Olympisch kwalificatietoernooi voetbal 1968 № 44 «onderlinge duels» 20:30 uur (UTC) | IJsland             | 1 – 1 | Spanje                     | Laugardalsvöllur, Reykjavik Toeschouwers: 5.448 Scheidsrechter: Gunnar Michaelsen (DEN) |
| 31 mei Olympisch kwalificatietoernooi voetbal 1968 № 44 «onderlinge duels» 20:30 uur (UTC) | Magnús Torfason 88' |       | 86' Enrique Álvarez Costas | Laugardalsvöllur, Reykjavik Toeschouwers: 5.448 Scheidsrechter: Gunnar Michaelsen (DEN) |

|                                                                                               | |       |                                                                |                                                                                              |
| 22 juni Olympisch kwalificatietoernooi voetbal 1968 № 45 «onderlinge duels» 18:15 uur (UTC+1) | Spanje | 5 – 3 | IJsland                                                        | Estadio Antonio Borrachero, Madrid Toeschouwers: 5.000 Scheidsrechter: Mohamed Boukili (MAR) |
| 22 juni Olympisch kwalificatietoernooi voetbal 1968 № 45 «onderlinge duels» 18:15 uur (UTC+1) | Maximiliano Peláez Balsa 32' Maximiliano Peláez Balsa 44' Luis Alberto Aparicio Hernández 68' Luis Alberto Aparicio Hernández 84' Luis Alberto Aparicio Hernández 88' |       | 35' Magnús Torfason 49' Eyleifur Hafsteinsson 64' Kári Árnason | Estadio Antonio Borrachero, Madrid Toeschouwers: 5.000 Scheidsrechter: Mohamed Boukili (MAR) |

|                                                                       |         |                                                    |                     |                                                                                     |
| 14 augustus Vriendschappelijk № 46 «onderlinge duels» 20:00 uur (UTC) | IJsland | 0 – 3                                              | Verenigd Koninkrijk | Laugardalsvöllur, Reykjavik Toeschouwers: 4.000 Scheidsrechter: Curt Liedberg (SWE) |
| 14 augustus Vriendschappelijk № 46 «onderlinge duels» 20:00 uur (UTC) |         | 38' (e.d.) Guðni Jónsson Rod Haider Jón Stefánsson |                     | Laugardalsvöllur, Reykjavik Toeschouwers: 4.000 Scheidsrechter: Curt Liedberg (SWE) |

|                                                                         | |        |                                          |                                                                                   |
| 23 augustus Vriendschappelijk № 47 «onderlinge duels» 19:00 uur (UTC+1) | Denemarken | 14 – 2 | IJsland                                  | Idrætsparken, Kopenhagen Toeschouwers: 19.200 Scheidsrechter: Curt Nystrand (SWE) |
| 23 augustus Vriendschappelijk № 47 «onderlinge duels» 19:00 uur (UTC+1) | John Olsen 4' Finn Laudrup 7' Kresten Bjerre 13' (pen.) Tom Søndergaard 15' Finn Laudrup 28' John Olsen 39' Ulrik le Fevre 57' Erik Dyreborg 61' Ulrik le Fevre 62' Erik Dyreborg 65' Ulrik le Fevre 67' Kresten Bjerre 71' Kresten Bjerre 76' (pen.) Finn Laudrup 85' |        | 51' Helgi Númason 63' Hermann Gunnarsson | Idrætsparken, Kopenhagen Toeschouwers: 19.200 Scheidsrechter: Curt Nystrand (SWE) |

### 1968
|                                                                  |                        |       |                                                 |                                                                                   |
| 2 juli Vriendschappelijk № 48 «onderlinge duels» 20:30 uur (UTC) | IJsland                | 1 – 3 | West-Duitsland                                  | Laugardalsvöllur, Reykjavik Toeschouwers: 4.619 Scheidsrechter: James McKee (SCO) |
| 2 juli Vriendschappelijk № 48 «onderlinge duels» 20:30 uur (UTC) | Hermann Gunnarsson 44' |       | Egon Schmitt Helmut Bergfelder Hartwig Bleidick | Laugardalsvöllur, Reykjavik Toeschouwers: 4.619 Scheidsrechter: James McKee (SCO) |

|                                                                   |         |                                                                |           |                                                                                     |
| 18 juli Vriendschappelijk № 49 «onderlinge duels» 20:30 uur (UTC) | IJsland | 0 – 4                                                          | Noorwegen | Laugardalsvöllur, Reykjavik Toeschouwers: 4.867 Scheidsrechter: Owen McCarthy (IRL) |
| 18 juli Vriendschappelijk № 49 «onderlinge duels» 20:30 uur (UTC) |         | 11' Olav Nilsen 28' Harald Berg 33' Harald Berg 90' Ola Dybwad |           | Laugardalsvöllur, Reykjavik Toeschouwers: 4.867 Scheidsrechter: Owen McCarthy (IRL) |

### 1969
|                                                                   |                                             |       |         |                                                                                        |
| 23 juni Vriendschappelijk № 50 «onderlinge duels» 20:00 uur (UTC) | IJsland                                     | 2 – 1 | Bermuda | Laugardalsvöllur, Reykjavik Toeschouwers: 6.131 Scheidsrechter: William Anderson (SCO) |
| 23 juni Vriendschappelijk № 50 «onderlinge duels» 20:00 uur (UTC) | Ellert Schram 67' Matthías Hallgrímsson 87' |       |         | Laugardalsvöllur, Reykjavik Toeschouwers: 6.131 Scheidsrechter: William Anderson (SCO) |

|                                                                     |                                |       |                   |                                                                                     |
| 21 juli Vriendschappelijk № 51 «onderlinge duels» 19:00 uur (UTC+1) | Noorwegen                      | 2 – 1 | IJsland           | Lerkendalstadion, Trondheim Toeschouwers: 11.759 Scheidsrechter: Curt Lieberg (SWE) |
| 21 juli Vriendschappelijk № 51 «onderlinge duels» 19:00 uur (UTC+1) | Odd Iversen 6' Olav Nilsen 37' |       | 82' Ellert Schram | Lerkendalstadion, Trondheim Toeschouwers: 11.759 Scheidsrechter: Curt Lieberg (SWE) |

|                                                                     |                                                              |       |                  |                                                                                     |
| 24 juli Vriendschappelijk № 52 «onderlinge duels» 19:00 uur (UTC+2) | Finland                                                      | 3 – 1 | IJsland          | Olympisch Stadion, Helsinki Toeschouwers: 8.380 Scheidsrechter: Curt Nystrand (SWE) |
| 24 juli Vriendschappelijk № 52 «onderlinge duels» 19:00 uur (UTC+2) | Ellert Schram 3' (e.d.) Olavi Rissanen 6' Tommy Lindholm 42' |       | 6' Ellert Schram | Olympisch Stadion, Helsinki Toeschouwers: 8.380 Scheidsrechter: Curt Nystrand (SWE) |

|                                                                          |           |       |                                              |                                                                                     |
| 25 september Vriendschappelijk № 53 «onderlinge duels» 20:30 uur (UTC+1) | Frankrijk | 3 – 2 | IJsland                                      | Parc des Princes, Parijs Toeschouwers: 14.385 Scheidsrechter: Alfred Delcourt (BEL) |
| 25 september Vriendschappelijk № 53 «onderlinge duels» 20:30 uur (UTC+1) | ?         |       | 11' Elmar Geirsson 55' Eyleifur Hafsteinsson | Parc des Princes, Parijs Toeschouwers: 14.385 Scheidsrechter: Alfred Delcourt (BEL) |

|                                                                         |         |                                      |         |                                                                                         |
| 11 november Vriendschappelijk № 54 «onderlinge duels» 15:00 uur (UTC−4) | Bermuda | 3 – 2                                | IJsland | Nationaal Stadion, Devonshire Toeschouwers: 6.000 Scheidsrechter: Alfred Delcourt (BEL) |
| 11 november Vriendschappelijk № 54 «onderlinge duels» 15:00 uur (UTC−4) |         | Matthías Hallgrímsson Björn Lárusson |         | Nationaal Stadion, Devonshire Toeschouwers: 6.000 Scheidsrechter: Alfred Delcourt (BEL) |

KSÍ · A-internationals · Bondscoaches · Statistieken · IJslands vrouwenelftal · Olympisch elftal · IJsland U21 · IJsland U20 · IJsland U19 · IJsland U18 · IJsland U17 · IJsland U16 · Vrouwen U17
1946 – 1949 · 1950 – 1959 · 1960 – 1969 · 1970 – 1979 · 1980 – 1989 · 1990 – 1999 · 2000 – 2009 · 2010 – 2019 · 2020 − 2029
EK 2016
WK 2018
1946 · 1947 · 1948 · 1949 · 1950 · 1951 · 1952 · 1953 · 1954 · 1955 · 1956 · 1957 · 1958 · 1959 · 1960 · 1961 · 1962 · 1963 · 1964 · 1965 · 1966 · 1967 · 1968 · 1969 · 1970 · 1971 · 1972 · 1973 · 1974 · 1975 · 1976 · 1977 · 1978 · 1979 · 1980 · 1981 · 1982 · 1983 · 1984 · 1985 · 1986 · 1987 · 1988 · 1989 · 1990 · 1991 · 1992 · 1993 · 1994 · 1995 · 1996 · 1997 · 1998 · 1999 · 2000 · 2001 · 2002 · 2003 · 2004 · 2005 · 2006 · 2007 · 2008 · 2009 · 2010 · 2011 · 2012 · 2013 · 2014 · 2015 · 2016 · 2017 · 2018 · 2019 · 2020 · 2021 · 2022 · 2023 · 2024
Albanië ·
Andorra ·
Argentinië ·
Armenië ·
Azerbeidzjan ·
Bahrein ·
België ·
Bermuda ·
Bolivia ·
Bosnië en Herzegovina ·
Brazilië ·
Bulgarije ·
Canada ·
Chili ·
China ·
Cyprus ·
Denemarken ·
DDR ·
Duitsland ·
El Salvador ·
Engeland ·
Estland ·
Faeröer ·
Finland ·
Frankrijk ·
Georgië ·
Ghana ·
Griekenland ·
Guatemala ·
Honduras ·
Hongarije ·
Ierland ·
India ·
Iran ·
Israël ·
Italië ·
Japan ·
Kazachstan ·
Koeweit ·
Kosovo ·
Kroatië ·
Letland ·
Liechtenstein ·
Litouwen ·
Luxemburg ·
Malta ·
Mexico ·
Moldavië ·
Montenegro ·
Nederland ·
Nigeria ·
Noord-Ierland ·
Noord-Macedonië ·
Noorwegen ·
Oeganda ·
Oekraïne ·
Oostenrijk ·
Peru · 
Polen ·
Portugal ·
Qatar ·
Roemenië ·
Rusland ·
San Marino ·
Saoedi-Arabië ·
Schotland ·
Slovenië ·
Slowakije ·
Sovjet-Unie ·
Spanje ·
Trinidad en Tobago ·
Tsjechië ·
Tsjecho-Slowakije ·
Tunesië ·
Turkije ·
Venezuela ·
Verenigde Arabische Emiraten ·
Verenigde Staten ·
Wales ·
Wit-Rusland ·
Zuid-Afrika ·
Zuid-Korea ·
Zweden ·
Zwitserland
Argentinië (2018) ·
Engeland (2016) · 
Hongarije (2016) ·
Kroatië (2018) ·
Nigeria (2018) · 
Portugal (2016)
UEFA: Albanië · België · Bulgarije · Cyprus · Denemarken · West-Duitsland · Duitse Democratische Republiek · Engeland · Finland · Frankrijk · Griekenland · Hongarije · Ierland · IJsland · Italië · Joegoslavië · Luxemburg · Malta · Nederland · Noord-Ierland · Noorwegen · Oostenrijk · Polen · Portugal · Roemenië · Schotland · Sovjet-Unie · Spanje · Tsjecho-Slowakije · Turkije · Wales · Zweden · Zwitserland

CAF: Madagaskar AFC: Israël